# Ignác Ondříček
Ignác Ondříček (7. května 1807 Krušovice – 8. února 1871 Praha-Malá Strana) byl český houslista a lidový hudebník.

## Život
Rod Ondříčků jde sledovat od poloviny 16. století. Ignác je zakladatelem rodové hudební tradice. Hře na housle se školil u Šimona Josefa Antonína Perglera (1792-1834). v roce 1839 se přestěhoval do Prahy. V Praze si krom hlavního zaměstnání dozorce koňské dráhy přivydělával hudbou. Brával hodiny hry na housle a muzicíroval v hostincích. Posléze požádal o licenci a hudba se stala jeho obživou. Z jeho deseti dětí byli dva synové hudebně nadáni. Jan, otec Františka Ondříčka a František (1847-65), který se školil hře na varhany. V letech 1855-1870 měl Ignác Ondříček menší kapelu.